# Harmaja
Harmaja, en suédois Gråhara, est une île du sud de la Finlande située au sud de la forteresse de Suomenlinna.
L'île abrite le phare d'Harmaja et une station de pilotes. L'île a aussi été le site principal des épreuves de voile aux Jeux olympiques d'été de 1952.